# Cheval de l'année en Allemagne
Le titre de Cheval de l'année en Allemagne est la plus haute récompense décernée aux chevaux purs-sangs participant aux courses hippiques en Allemagne.

## Histoire
La distinction de Cheval de l'année a été instituée en 1957 par le journaliste de la WDR Addi Furler. C'est un vote du public qui décide du titre, et il s'agit de la plus ancienne distinction sportive remise par un vote public.
Trois chevaux ont obtenu trois titres : Orofino (1981, 1982, 1983), Acatenango (1985, 1986, 1987) et Torquator Tasso (2020, 2021, 2022)

## Palmarès

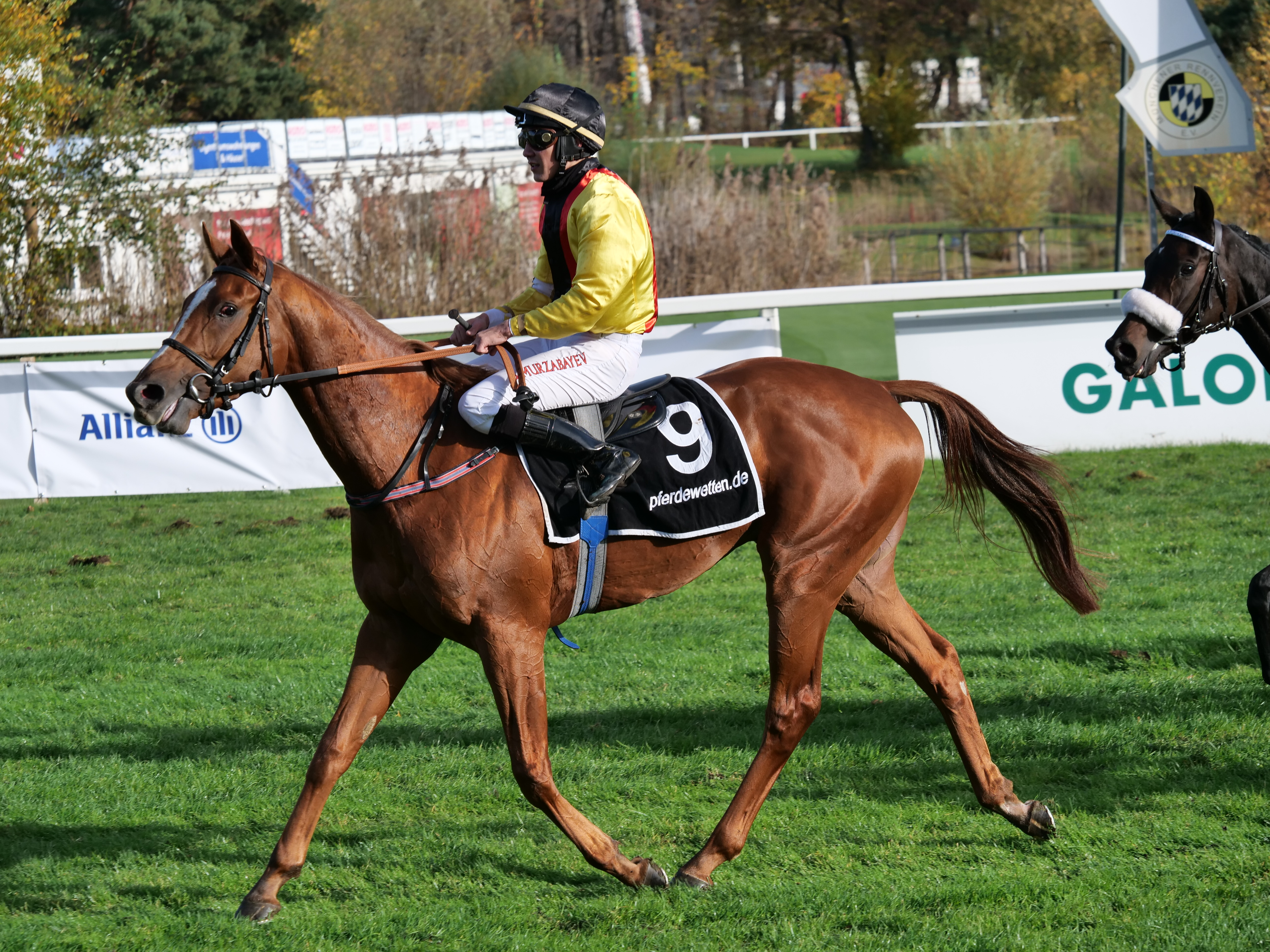
Torquator Tasso, élu trois fois cheval de l'année

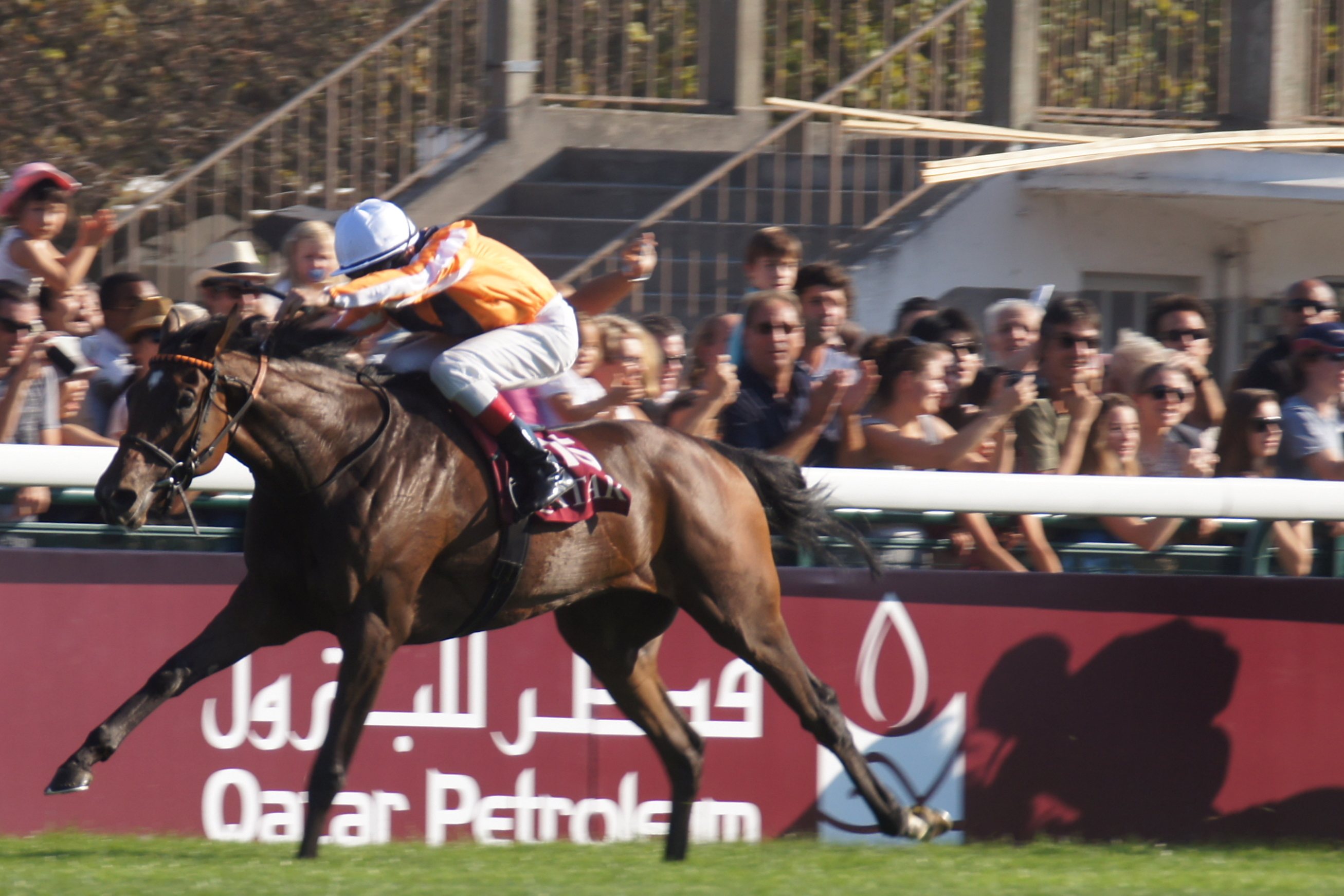
Danedream, cheval de l'année en 2011 et 2012, remporte le Prix de l'Arc de Triomphe 2011

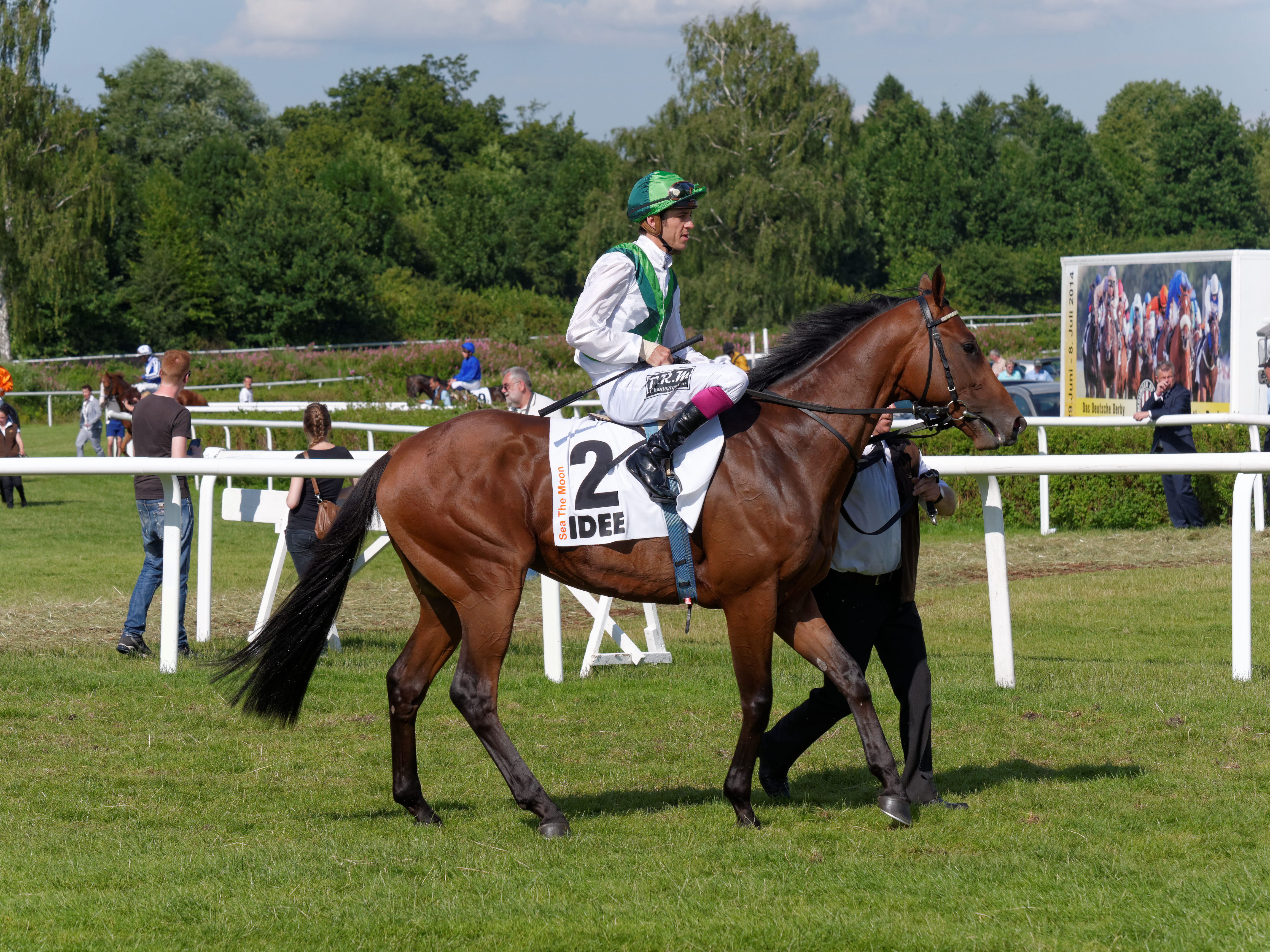
Sea The Moon, cheval de l'année 2014

| Année | Cheval           | Père           | Principales performances dans l'année                                                         |
| 2024  | Assistent        | Sea the Moon   | Grand Prix Aufgalopp, Baden Galopp Herbst Trophy, Großer Allianz Preis von Bayern             |
| 2023  | Fantastic Moon   | Sea the Moon   | Deutsches Derby                                                                               |
| 2022  | Torquator Tasso  | Adlerflug      | Hansa-Preis, 2e King George VI & Queen Elizabeth Stakes, 3e Prix de l'Arc de Triomphe         |
| 2021  | Torquator Tasso  | Adlerflug      | Grosser Preis von Baden, Prix de l'Arc de Triomphe                                            |
| 2020  | Torquator Tasso  | Adlerflug      | Grosser Preis von Berlin, 2e Deutsches Derby                                                  |
| 2019  | Rubaiyat         | Areion         | Preis des Winterfavoriten, Gran Criterium                                                     |
| 2018  | Iquitos          | Adlerflug      | Grosser Preis von Bayern                                                                      |
| 2017  | Dschingis Secret | Soldier Hollow | Grosser Preis von Berlin, Prix Foy                                                            |
| 2016  | Iquitos          | Adlerflug      | Grosser Preis von Baden                                                                       |
| 2015  | Nightflower      | Dylan Thomas   | Preis von Europa                                                                              |
| 2014  | Sea The Moon     | Sea The Stars  | Deutsches Derby                                                                               |
| 2013  | Novellist        | Monsun         | Grand Prix de Saint-Cloud, King George VI & Queen Elizabeth Stakes, Grosser Preis von Baden   |
| 2012  | Danedream        | Lomitas        | King George VI & Queen Elizabeth Stakes, Grosser Preis von Baden                              |
| 2011  | Danedream        | Lomitas        | Grosser Preis von Baden, Grosser Preis von Berlin, Prix de l'Arc de Triomphe                  |
| 2010  | Scalo            | Lando          | Preis von Europa, Prix Guillaume d'Ornano                                                     |
| 2009  | Night Magic      | Sholokhov      | Preis der Diana, Premio Lydia Tesio                                                           |
| 2008  | It's Gino        | Perugino       | Grosser Preis der Badischen Unternehmen, 3e Prix de l'Arc de Triomphe                         |
| 2007  | Quijano          | Acatenango     | Grosser Preis von Baden, 2e Hong Kong Vase, 3e Canadian International Stakes                  |
| 2006  | Prince Flori     | Lando          | Grosser Preis von Baden                                                                       |
| 2005  | Shirocco         | Monsun         | Prix Foy, Breeders' Cup Turf                                                                  |
| 2004  | Soldier Hollow   | In The Wings   | Euro-Cup, Frankfurt Trophy, Premio Roma                                                       |
| 2003  | Ransom O'War     | Red Ransom     | Bayerisches Zuchtrennen, Bavarian Classic, 2e Deutsches Derby                                 |
| 2002  | Paolini          | Lando          | 2e Hong Kong Cup, Singapore Cup                                                               |
| 2001  | Silvano          | Lomitas        | Arlington Million, Queen Elizabeth II Cup , 2e Man o'War Stakes, 3e Dubaï Sheema Classic      |
| 2000  | Samun            | Monsun         | Deutsches Derby, Grosser Preis von Baden                                                      |
| 1999  | Tiger Hill       | Danehill       | Bayerisches Zuchtrennen, Grosser Preis von Baden, 2e Grand Prix de Saint-Cloud                |
| 1998  | Tiger Hill       | Danehill       | Mehl-Mülhens-Rennen, 3e Prix de l'Arc de Triomphe                                             |
| 1997  | Borgia           | Acatenango     | Deutsches Derby, Grosser Preis von Baden, 2e Breeders' Cup Turf, 3e Prix de l'Arc de Triomphe |
| 1996  | Lavirco          | Königsstuhl    | Deutsches Derby, Preis von Europa                                                             |
| 1995  | Lando            | Acatenango     | Grosser Preis von Berlin, Gran Premio di Milano, Japan Cup                                    |
| 1994  | Lando            | Acatenango     | Grosser Preis von Baden, Gran Premio del Jockey Club                                          |
| 1993  | Monsun           | Königsstuhl    | Aral-Pokal, Preis von Europa, 2e Deutsches Derby                                              |
| 1992  | Platini          | Surumu         | Mehl-Mülhens-Rennen, Grosser Preis von Berlin                                                 |
| 1991  | Lomitas          | Niniski        | Grosser Preis von Baden, Preis von Europa, Grosser Preis von Berlin, 2e Deutsches Derby       |
| 1990  | Mondrian         | Surumu         | Grosser Preis von Baden, Preis von Europa, Aral-Pokal                                         |

### Précédents lauréats
- 1957 : Thila
- 1958 : Orsini
- 1959 : Obermaat
- 1960 : Waidmann
- 1961 : Baalim
- 1962 : Windbruch
- 1963 : Mercurius
- 1964 : Mercurius
- 1965 : Neckar
- 1966 : Orsini
- 1967 : Luciano
- 1968 : Luciano
- 1969 : Hitchcock
- 1970 : Alpenkönig
- 1971 : Lombard
- 1972 : Lombard
- 1973 : Athenagoras
- 1974 : Marduk
- 1975 : Star Appeal
- 1976 : Windwurf
- 1977 : Windwurf
- 1978 : Esclavo
- 1979 : Königsstuhl
- 1980 : Nebos
- 1981 : Orofino
- 1982 : Orofino
- 1983 : Orofino
- 1984 : Las Vegas
- 1985 : Acatenango
- 1986 : Acatenango
- 1987 : Acatenango
- 1988 : Kondor
- 1989 : Mondrian